# Roland LAPC

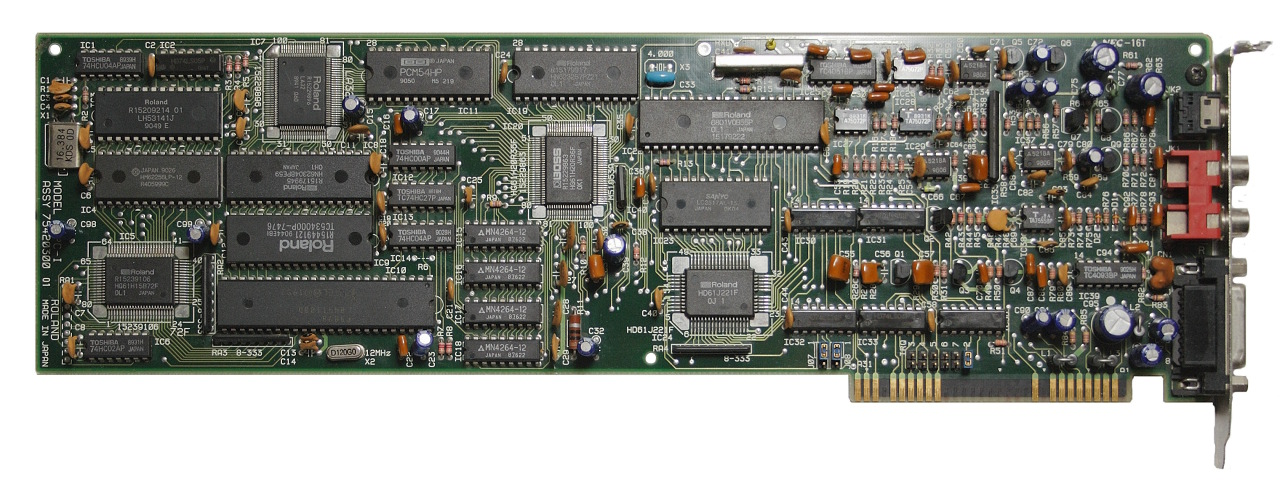
Roland LAPC-I

Die LAPC, kurz für „LA Soundcard for PCs“, ist eine frühe Soundkarte der Firma Roland. Sie erschien für IBM-PC-kompatible Computer als LAPC-I und für den NEC PC-98 als LAPC-N. Sie war im Erscheinungsjahr 1989 leistungsmäßig und preislich der Oberklasse zuzuordnen.
Die LAPC kombiniert auf einer einzigen Steckkarte das Roland MT-32-kompatible MIDI-Synthesizermodul Roland CM-32L mit einer MPU-401-Schnittstelle. Die Klangerzeugung geschieht mittels Linear-Arithmetischer Synthese (LA), einer Form der sample-basierten Synthese ergänzt mit subtraktiver Synthese. Wie bei anderen Roland-Steckkarten mit MPU-401-Schnittstelle ist zum Anschluss von externen MIDI-Geräten eine Breakout-Box (MCB-1) erforderlich. Die Tonausgabe erfolgt wahlweise über Cinch-Buchsen oder eine Klinkenbuchse.
Das Modell LAPC-I entspricht einer XT-Bus-Steckkarte (8 Bit) in voller Baulänge. Sie wurde ab 1989 in Deutschland für ca. 1.000 DM verkauft (nach heutiger Kaufkraft ca. 1.050 Euro). Die Karte wird oft fälschlicherweise als LAPC-1 bezeichnet; tatsächlich ist das letzte Zeichen aber keine Eins, sondern ein „I“ für „IBM“.
Das Modell LAPC-N erschien in Japan für den dort verbreiteten NEC PC-98-Computer („N“ für „NEC“). Der PC-98 verwendet als Bus-System den sogenannten C-Bus.
Im Vergleich zu moderneren Soundkarten beherrscht die LAPC das eigenständige Erzeugen von Klängen, nicht aber die Wiedergabe von Wave-Dateien.